# Stazione di Quincinetto
La stazione di Quincinetto era una stazione ferroviaria posta sulla linea Chivasso-Aosta, al servizio del comune di Quincinetto.

## Storia
La stazione venne inaugurata nel 1885 e soppressa nel 1999.

## Strutture ed impianti

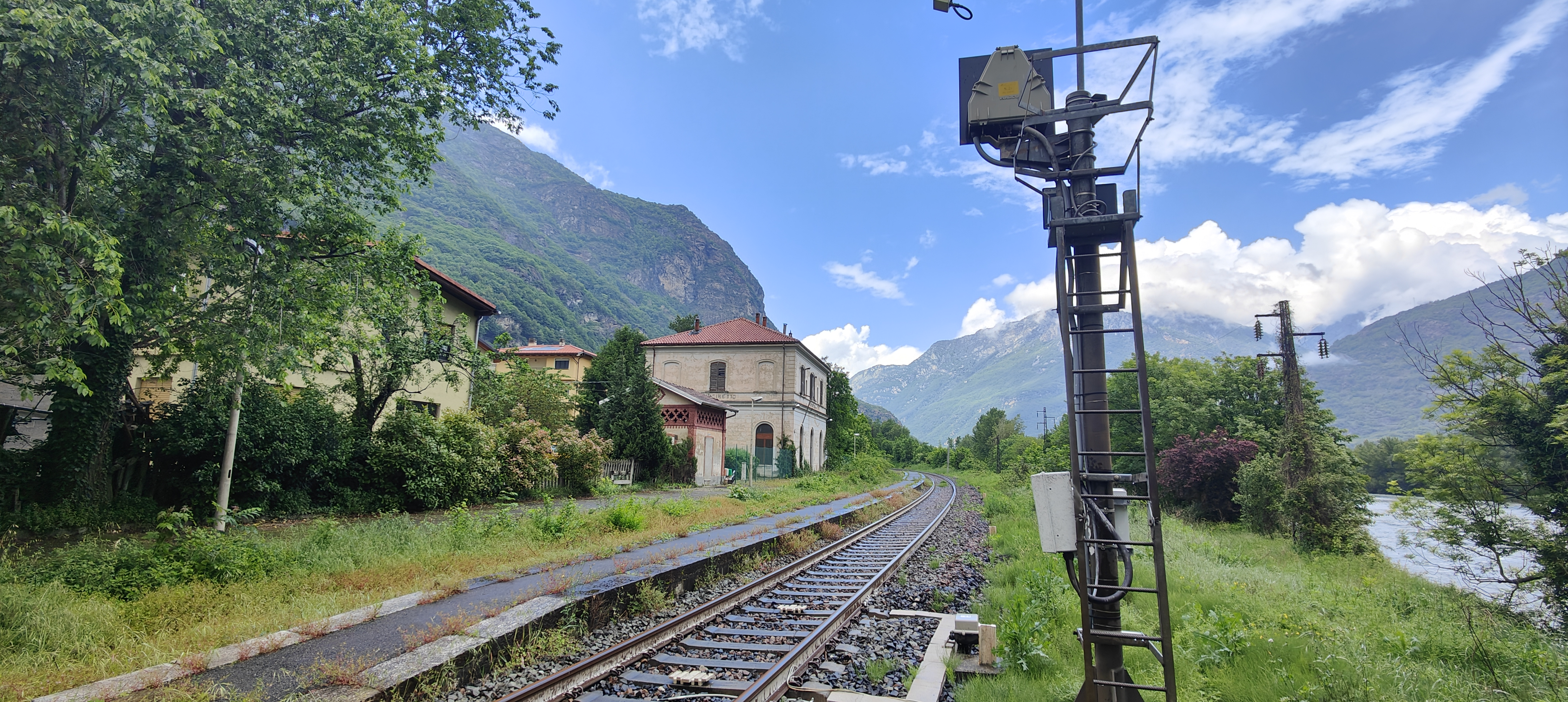
Piano del ferro a maggio 2024. A destra la Dora Baltea

Il piazzale era composto da due binari, ciascuno servito da una propria banchina, successivamente venne rimosso il binario 1.
L'attraversamento dei binari avveniva a raso.
Il fabbricato viaggiatori è sviluppato su due piani, completamente chiuso all'utenza già negli anni precedenti la sospensione del servizio viaggiatori.